# Voigt-Reaktion
Die Voigt-Reaktion (auch Voigt-Kondensation oder Voigt-Aminierung) ist eine Namensreaktion in der Organischen Chemie, welche nach Karl Voigt benannt und im Jahre 1886 erstmals von ihm beschrieben wurde. Es handelt sich dabei um eine Kondensationsreaktion, die zur Bildung von sekundären oder tertiären α-Amino-ketonen führt.

## Übersichtsreaktion
Bei der Voigt-Reaktion reagieren ein primäres oder sekundäres Amin (R1 = H, Alkyl- oder Arylgruppe; R2 = Alkylgruppe) mit Benzoin unter Abspaltung von Wasser zu einem sekundären oder tertiären α-Amino-keton. Als Kondensationsreagenz wird üblicherweise Salzsäure oder Phosphorpentoxid verwendet. Aus sterischen Gründen funktioniert die Reaktion besonders gut mit primären Aminen, wobei einige komplex aufgebaute primäre Amine mit großer sterischer Hinderung eine Ausnahme bilden und nicht entsprechend der Voigt-Reaktion reagieren. Aus demselben Grund reagieren nur wenige sekundäre Amine mit Benzoin. Relativ einfach aufgebaute sekundäre Amine, z. B. Pyrrolidin oder Piperidin, liefern aber das korrespondierende tertiäre α-Amino-keton.

## Reaktionsmechanismus
Es wird davon ausgegangen, dass die Reaktion durch einen Angriff der Aminogruppe 1 an der Carbonylgruppe des Benzoins 2 initiiert wird. Nach intramolekularer Protonenübertragung vom Ammonium zur Hydroxygruppe und Protonierung der Verbindung bildet sich nach Abspaltung von Wasser das Imin 3. Dieses tautomerisiert im nächsten Schritt zum Enamin 4. Durch eine weitere [1,3]-Wasserstoff-Verschiebung und anschließender Deprotonierung bildet sich das α-Amino-keton 5.

## Beispielreaktion
Bei Zusammengabe stöchiometrischer Mengen von 2-Aminopyridin und Benzoin bildet sich in Gegenwart von Wärme, Salzsäure als Kondensationsreagenz und Toluol als Lösungsmittel unter Wasserabspaltung ein sekundäres α-Amino-keton.

## Anwendung
Die Voigt-Reaktion bildet eine gute Möglichkeit zur Synthese optisch aktiver α-Amino-ketone. Resultierende α-Amino-ketone können außerdem zu α-Amino-alkoholen, welche zwei Phenylgruppen aufweisen, reduziert werden.